# Нижне-Уфалейское водохранилище
Нижне-Уфалейское водохранилище (Нижне-Уфалейский пруд) — водохранилище в Верхнеуфалейском городском округе Челябинской области на реке Уфалейка, притоке Уфы. Расположено в посёлке Нижний Уфалей, плотина на расстоянии 4 км от впадения Уфалейки в Уфу. Водохранилище руслового типа, долинное, осуществляет сезонное регулирование стока.

## География
Плотина водохранилища находится в посёлке Нижний Уфалей. На северо-западном берегу в низовьях городская застройка, в средней части берега водоёма преимущественно покрыты лесом, верховья заболочены. С юга в водохранилище впадает река Чёрная. В акватории имеется несколько небольших островов.

## История создания и использование
Водохранилище построено в 1818 году для нужд Нижнеуфалейского металлургического завода. В 1985 году проведена капитальная реконструкция гидроузла, в 2018 г. — ремонт водосбросного сооружения. После закрытия в 2014 году мартеновского цеха Уфалейского завода металлоизделий, водоём используется преимущественно для рекреации и любительского рыболовства.

## Гидротехнические сооружения
Водохранилище образовано земляной насыпной плотиной с открытым водосбросом, имеются водозаборные сооружения. Плотина сложена из суглинистых грунтов, длина 302 м, наибольшая высота плотины 12,5 м. Водосброс поверхностный, железобетонный, в левой стороне плотины, совмещён с расположенным в верхнем бьефе водозабором.

## Морфометрия
Нормальный подпорный уровень водохранилища (НПУ) 336,5 м, уровень мёртвого объёма (УМО) 330 м над уровнем моря. Форсированный подпорный уровень (ФПУ) 337 м. Полный объём водохранилища 33,5 млн м³, полезный объём 32,1 млн м³. Площадь водохранилища при НПУ 10,5 км² при длине 6,5 км и максимальной ширине 2,3 км. Средняя и максимальная глубина 3 м и 10,5 м соответственно.

## Ихтиофауна
Ихтиофауна представлена лещом, чебаком, окунем, ершом, щукой, в начале 2000-х годов проводилось зарыбление водоёма карпом.

## Данные водного реестра
По данным государственного водного реестра России относится к Камскому бассейновому округу, речной бассейн — Кама, речной подбассейн — Белая, водохозяйственный участок — Уфа от Долгобродского гидроузла до Нязепетровского гидроузла.
Код объекта в Государственном водном реестре — 10010200921499000000030.